# Sternotomis carbonaria
Sternotomis carbonaria es una especie de escarabajo longicornio del género Sternotomis, subfamilia Lamiinae. Fue descrita científicamente por Aurivillius en 1903.
Se distribuye por República Democrática del Congo, Tanzania, Burundi, Ruanda y Uganda. Posee una longitud corporal de 17-24 milímetros. El período de vuelo de esta especie ocurre en los meses de marzo y septiembre.